# Ionna
Die Ionna LLC ist eine Gesellschaft zum Betrieb eines Netzes von Ultra-Schnellladestationen für Elektroautos entlang amerikanischer Autobahnen. Das Ionna EV charging network, kurz Ionna, lehnt sich damit konzeptionell an das europäische Ionity an, im Gegensatz zu Electrify America, die zumeist Flächen von Malls (Einkaufszentren in Vororten) nutzen.

## Geschichte
Die amerikanische Regierung erkannte, dass ein Schlüsselelement zum Ausbau der Elektromobilität die Errichtung von öffentlichen Ladepunkten ist. Ab 2022 begann sie, die Errichtung von Schnellladestationen zu fördern (7,5 Milliarden Dollar für 500.000 Ladepunkte). Tesla reagierte vorgreifend darauf, und begann 2021 mit der Öffnung für Fremdmarken ihrer Supercharger. Zudem stellten sie ihren bis dahin proprietären Ladestecker zur Standardisierung unter dem Namen North American Charging Standard (NACS) bereit.
Die Tesla Supercharger entwickelten nach der Öffnung eine dominierende Stellung beim Schnellladen. Neben der Menge der Ladepunkte spielte auch die Verfügbarkeit und Einfachheit der Freischaltung eine Rolle. Mitte 2023 begannen viele Hersteller, die Technik von Tesla und den Zugang zu Superchargern zu lizenzieren – zu diesem Zeitpunkt lag das Verhältnis NACS zu CCS in Nordamerikas Schnellladelandschaft bereits bei 60 zu 40 Prozent. Auch die Volkswagen-Gruppe als Hauptteilhaber von Electrify America gab bekannt, dass ab 2025 ihre Fahrzeuge den Zugang zu Superchargern erhalten.
In diesem Marktumfeld gaben dann Mercedes, BMW, GM, Stellantis, sowie Honda, Hyundai, Kia im Juli 2023 bekannt, ihre Planungen zusammenzulegen, und ein unabhängiges Netz von HPC-Schnellladestationen in Nordamerika aufzubauen. Im Februar 2024 nahm dieses Netz unter dem Namen Ionna den Betrieb auf. Ziel ist dabei, 30.000 HPC-Ladepunkte zu errichten. Zum Vergleich waren zu diesem Zeitpunkt bei Tesla 12.000 und bei Electrify America 4.000 Ladepunkte in Betrieb.
Der erste neue Ladepark wird Ende 2024 betriebsbereit erwartet. Der Hauptsitz wird von Torrance (Kalifornien) nach Durham (North Carolina) verlegt. Am neuen Standort werden 10 Millionen investiert und über 200 Jobs geschaffen; für die nächsten zehn Jahre 725 Millionen an Investitionen erwartet.
Im Juli 2024 wurde Toyota achter Gesellschafter von Ionna.
Mit Stand Dezember 2024 war geplant, 50 Standorte (mit Sheetz) bis Ende 2026 zu errichten, und 1000 Standorte bis 2028 zu erreichen. Mit Stand Februar 2025 waren insgesamt 100 Standorte gesichert, die bis Ende 2025 mit zusammen 1000 Ladepunkten ausgebaut werden sollen.

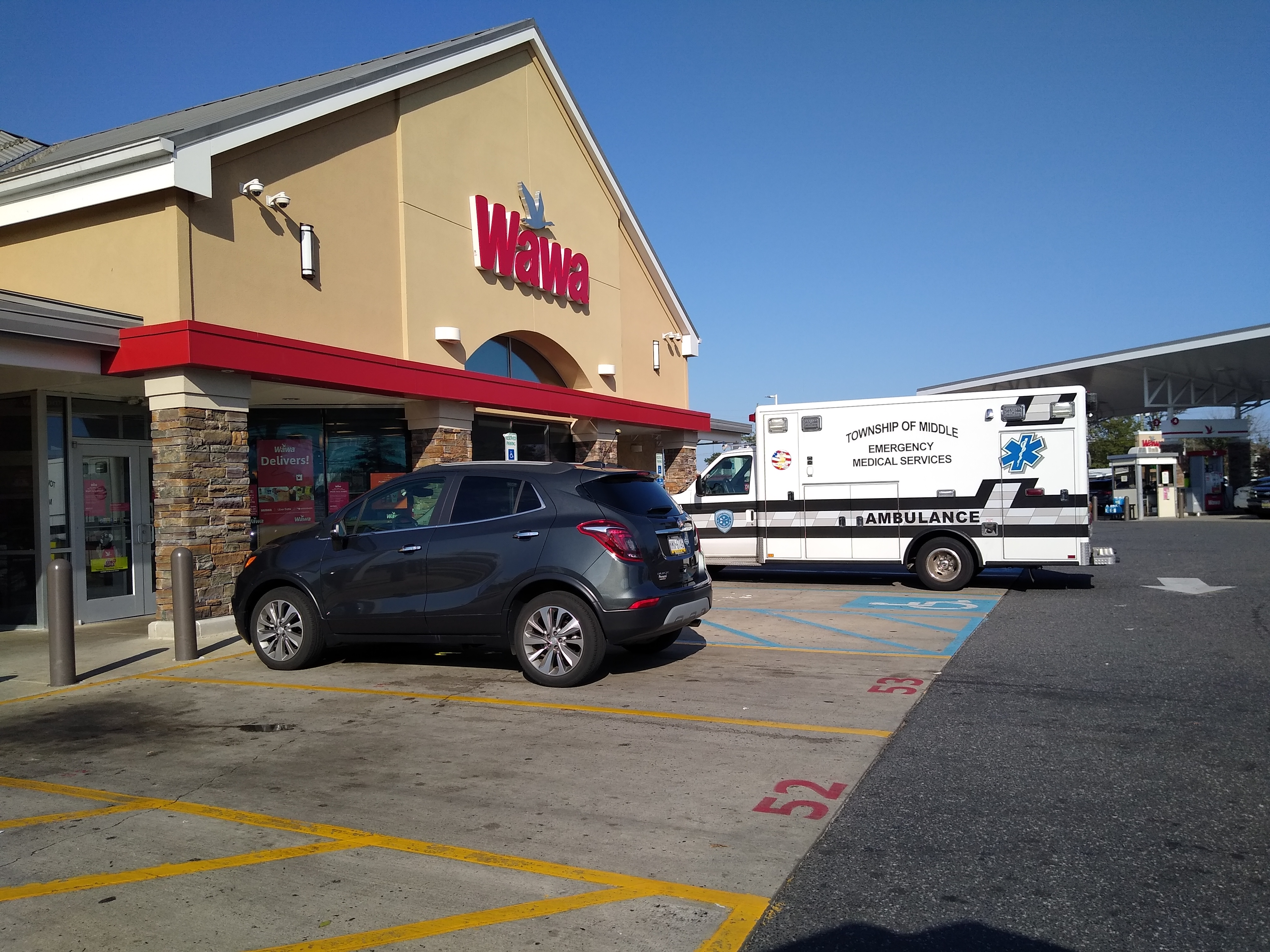
Wawa Handel mit Tankstelle

Im Juli 2025 wurde eine Vereinbarung mit Wawa mit 1100 Filialen getroffen, Ladeplätze an den Standorten zu errichten. Die projektierten Ladepunkte steigen auf 3.000 Ladeplätze. Die von den Investoren vorgesehenen insgesamt 30.000 Ladepunkte sollen bis 2030 in Betrieb sein.

## Ladestationen

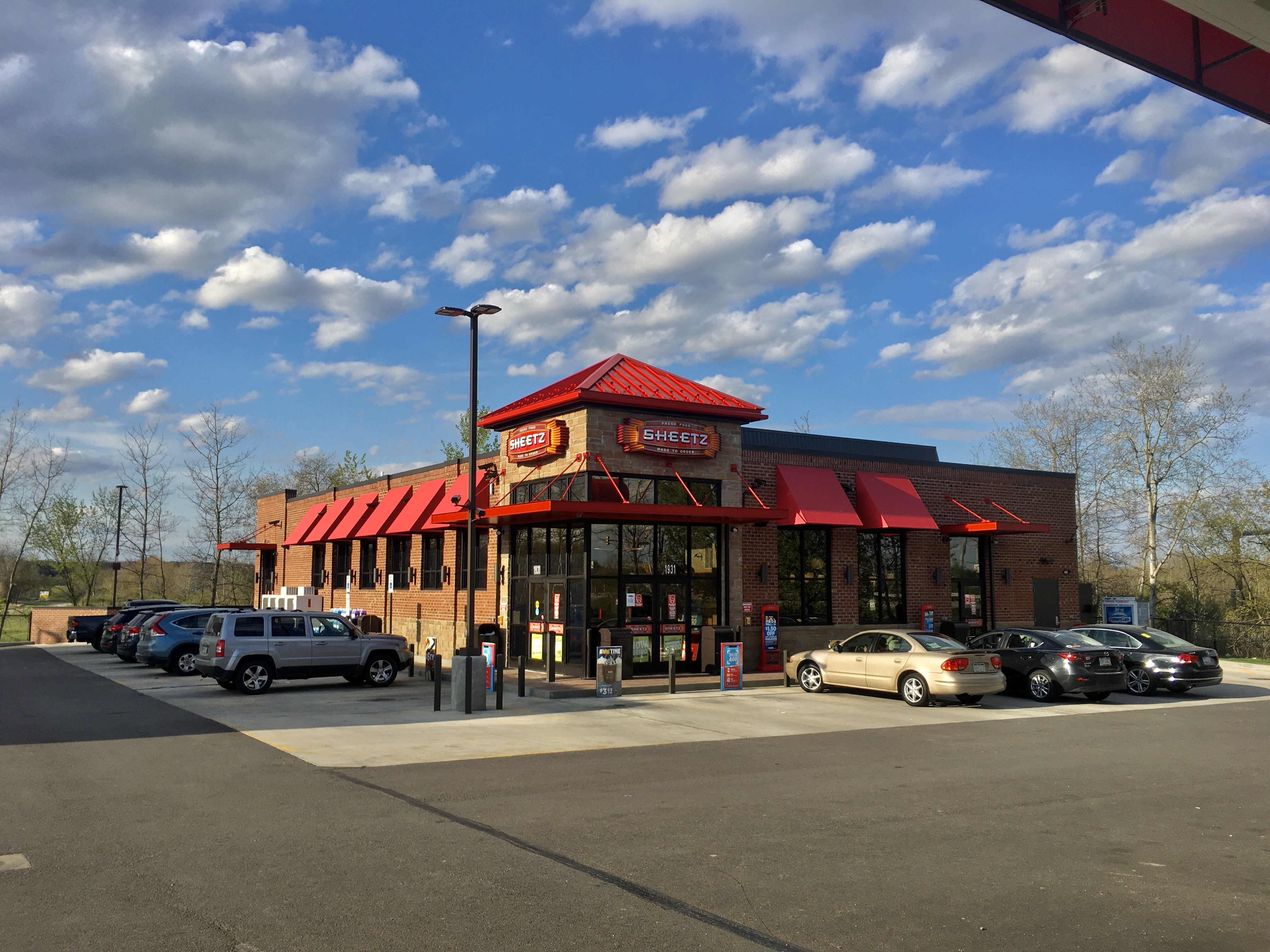
Sheetz Autohof in Springfield/Pennsylvania (2020)

Im Oktober 2024 meldete Ionna den ersten Spatenstich für das "Rechargery"-Konzept in Apex (North Carolina), in der Nähe des neuen Hauptsitzes. Vier Stationen öffneten im Dezember 2024, weitere vier sind im ersten Quartal 2025 geplant. Außerdem wurde im Dezember 2024 eine Kooperation mit Sheetz, einer Kette von 24/7 Convenience Stores. Unter den 750 Standorten im Nordwesten der USA sind 50 Autohöfe, die von Ionna bis Ende 2026 als Rechargery ausgebaut werden. Von den vier Eröffnungen im Dezember 2024 sind bereits drei Sheetz-Standorte.
Die Ionity Ladestationen sind für eine Leistung von mindestens 350 kW bei 800 V ausgelegt. Im Vergleich dazu schafften auch die Supercharger V4 anfänglich keine 800 V für die neuen Cybertruck Ende 2023 bereitzustellen. Die ersten Standorte sind mit Alpitronic 400 ausgerüstet. Die Hypercharger HYC400 haben flüssig-gekühlte Kabel für 500 A [und kurzzeitig 600 A] für bis zu 1000 V (wie bei Ionity bekannt). Jeder Lader hat zwei Kabel, die entweder CCS oder NACS sind.